# Travis Best
Travis Eric Best (Springfield, Massachusetts, 12. srpnja 1972.) profesionalni je američki košarkaš. Igra na poziciji razigravača, a trenutačno je član talijanskog Air Avellina.

## Karijera
Izabran je u 2. krugu (23. ukupno) NBA drafta 1995. od strane Indiana Pacersa. Igrao je još u dresu Chicago Bullsa, Miami Heata, Dallas Mavericksa i New Jersey Netsa. Ukupno je u svojoj NBA karijeri odigrao 708 utakmica (15.150 minuta) i postigao 5376 poena. Prosječno je za 21.4 minute provedene na parketu postizao 7.6 poena (uz 43% šuta za dva, 34% za tricu i 83% s linije slob. bacanja) i 2.4 asistencije. U sezoni 2005./06. igrao je za ruski UNIKS Kazan, gdje je za 29 minuta provedenih na parketu postizao 11.2 poena (uz 50% šuta za dva, 36% za tricu i 85% s linije slob. bacanja ) i 2.7 asistencija. U sezoni 2006./07. bio je član Virtus Bologne.  Prosječno je u dresu Virtusa postizao 8.4 poena i 3.3 asistencije po susretu. S Virtusom je stigao do finala talijanskog prvenstva i kupa, dok su u FIBA Eurokupu osvojili treće mjesto. Sljedeće sezone bio je član poljskog Prokom Trefl Sopota, međutim zbog neredovitih novčanih isplata napustio je klub kao slobodan igrač. Natrag se vraća u redove Virtus Bologne, s kojim je ponovo stiže do finala talijanskog kupa. Od 1. listopada 2008. član je Air Avellina. 

## Vanjske poveznice
- Profil na NBA.com
- Profil na Euroleague.net
- Profil  Arhivirana inačica izvorne stranice od 18. veljače 2009. (Wayback Machine) na Lega Basket Serie A